# 8430 Florey
8430 Florey eller 1997 YB5 är en asteroid i huvudbältet som upptäcktes den 25 december 1997 av den australiensiske astronomen Frank B. Zoltowski i Woomera. Den är uppkallad efter den australiensiske nobelpristagaren Howard Walter Florey.